# Krasne (rejon skadowski)
Krasne (ukr. Красне) – wieś na Ukrainie, w obwodzie chersońskim, w rejonie skadowskim, w hromadzie Skadowsk. W 2001 liczyła 3024 mieszkańców, spośród których 2583 wskazało jako ojczysty język ukraiński, 418 rosyjski, 3 mołdawski, 13 białoruski, 4 ormiański, a 3 inny.